# Kristine Froseth
Kristine Froseth (sinh ngày 21 tháng 9 năm 1996) là một nữ diễn viên người Hoa Kỳ. Cô được biết đến với vai Kelly Aldrich trong loạt phim Netflix The Society và Alaska Young trong loạt phim Hulu Looking for Alaska. Năm 2022, cô đóng vai chính trong loạt phim Showtime The First Lady trong vai Betty Ford thời trẻ.

## Tiểu sử
Froseth sinh ngày 21 tháng 9 năm 1995 tại Summit, New Jersey, với cha mẹ là người Na Uy. Tuổi thơ của cô trải qua những chuyến du lịch qua lại giữa Oslo và New Jersey do công việc của cha cô.

## Danh sách phim

### Điện ảnh
- 2017: Rebel in the Rye ... Shirley Blaney
- 2018: Sierra Burgess Is a Loser ... Veronica
- 2018: Apostle ... Ffion
- 2019: Prey ... Madeleine
- 2019: Low Tide ... Mary
- 2019: The Assistant ... Sienna
- 2021: Birds of Paradise ... Marine Elise Durand
- 2022: Sharp Stick ... Sarah Jo
- 2022: How to Blow Up a Pipeline ... Rowan

### Truyền hình
- 2016: Junior ... Jess
- 2017: Let the Right One In ... Eli
- 2018: The Truth About the Harry Quebert Affair ... Nola Kellergan
- 2019: The Society ... Kelly
- 2019: Looking for Alaska ... Alaska Young
- 2020: When the Streetlights Go On ... Chrissy Monroe
- 2022: The First Lady ... Betty Ford (young)
- 2022: American Horror Stories ... Coby Rae Dellum
- 2023: The Buccaneers ... Nan St. George